# W (phim truyền hình)
W - Two Worlds (tiếng Hàn: 더블유 - 두 개의 세계; Romaja: Deo-beul-yu) hay còn gọi là Hai Thế giới là bộ phim truyền hình được phát sóng vào tối thứ 4 - 5 trên MBC bắt đầu từ 20 tháng 7 năm 2016. Đây là bộ phim thuộc thể loại thần bí, kịch tính, lãng mạn với sự hợp tác giữa hai diễn viên Lee Jong-suk và Han Hyo-joo, đánh đấu sự trở lại mảng phim truyền hình của Han Hyo-joo sau 6 năm vắng bóng.

## Nội dung
Kang Chul ở thế giới truyện tranh còn Oh Yeon Joo ở thế giới thực. Kỳ lạ thay, Yeon Joo vào được thế giới của Chul và cứu sống anh hết lần này đến lần khác. Chul cũng đến được thế giới thực và khám phá ra nhiều điều phũ phàng.

### Kang Chul
Vận động viên đạt huy chương vàng môn bắn súng tại Olympics. Là đại diện của công ty JN toàn cầu và là chủ sở hữu kênh truyền hình ‘Channel W’. Với tài sản lên đến 800 tỉ won, Kang Chul là nhà tài phiệt trẻ và giàu có nhất không ai có thể sánh bằng. Dù cả thế giới nhìn anh với những ánh mắt vô cùng ganh tỵ, nhưng không ai biết được con người anh. Vì bi kịch của gia đình lúc còn nhỏ, cuộc sống của anh đã từng hoàn toàn sụp đổ. Anh vô cùng tuyệt vọng đến cả ý định muốn chết đi cũng một lần xuất hiện trong đầu anh.
Cho đến một ngày, một người phụ nữ xuất hiện và kịp cứu sống anh trước khi biến mất. Tên cô ấy là Oh Yeon Joo, bác sĩ khoa ngoại lồng ngực tại bệnh viện Myung Se. Đó là bệnh viện nào? Tại sao số điện thoại không hề tồn tại? Chả nhẽ cô gái ấy là kẻ lừa đảo? Thế nhưng, người phụ nữ khả nghi ấy dường như biết được điều gì đó quan trọng của cuộc đời anh. Kang Chul muốn tìm cô ấy vì anh cho rằng cô ấy chính là chìa khóa của cuộc đời mình, vậy nên nhất định phải tìm được cô ấy!
Thế nhưng có lẽ anh đã vượt qua những ngày tháng đen tối, vươn lên đỉnh cao của sự thành công và danh vọng. Khoảng thời gian ấy, tất cả là nhờ sự giúp đỡ của hai người kề cận của anh: thư ký Yoon So Hee và vệ sĩ Seo Do Yoon. Yoon So Hee cũng là cô bạn thân lúc nhỏ của anh - người thường xuyên quên mất vai trò thư ký, lúc nào cũng cằn nhằn “sếp”. Còn Seo Do Yoon đã từng là một trong những tay võ sĩ tài ba nhất Hàn Quốc, tự nguyện từ bỏ danh hiệu lừng danh trở thành người hùng bên anh. Họ luôn luôn kề vai sát cánh, giúp đỡ anh truy tìm thật sự đằng sau vụ thảm sát gia đình.

### Oh Yeon Joo
Là bác sĩ nội trú năm thứ hai thuộc khoa phẫu thuật lồng ngực bệnh viện Myung Sae.
Theo học ngành Y vì bị mẹ ép buộc, Yeon Joo chưa bao giờ nghĩ rằng mình tài giỏi và phù hợp với nghề này. Điều yêu thích duy nhất của cô chính là đọc những kì xuất bản mới của truyện tranh webtoon W mà chính bố cô Oh Sung Moo là tác giả. Không! Chính xác hơn chính là được gặp nhân vật chính của W - Kang Chul mỗi tuần. Trong suy nghĩ của cô, Kang Chul chính là mẫu đàn ông lý tưởng. Việc háo hức chờ đón tác phẩm W, không chỉ cho riêng bản thân cô mà còn vì bố, như một lý do để chắc chắn rằng bố vẫn khỏe mạnh. Thậm chí cô còn “nhờ vả” anh học trò Park Soo Bong của bố trở thành “tay trong” của cô, để mắt đến ông trong thời gian cô không có ở nhà. Một ngày nọ, người học trò gọi điện cho cô thông báo bố cô mất tích. Khi chạy đến phòng làm việc của bố để tìm ông, cô tự dưng tìm được một bức ảnh, sau bức ảnh ấy có 1 dòng chữ, cô đọc dòng chữ ấy rồi đột nhiên cảm thấy điều bất thường, chợt có 1 bàn tay từ trong bảng vẽ của ông Oh Sung Moo thò ra túm lấy áo cô giật mạnh. Khi mở mắt ra, cô hoàn toàn không biết chuyện gì đang xảy ra, cô đang làm gì và tại sao cô lại xuất hiện trên sân thượng. Có một linh cảm rất kì lạ ở xung quanh, cô phát hiện có một người đàn ông nằm bất động dưới chân cô, xung quanh là vũng máu. Sau khi cứu người đó, cô mới biết đó chính là Kang Chul - nhân vật chính trong truyện tranh của bố.

### Oh Sung Moo
Đã từng là kẻ bần hèn trong suốt một thời gian dài nhưng nhờ vào thành công của webtoon W, cuộc đời ông bỗng chốc bước sang một trang sử mới. Cùng với nhân vật chính Kang Chul trong W, ông đã trở thành tác giả manhwa thành công và giàu có nhất lúc bấy giờ. Nhưng cũng vì thế, áp lực ngày càng đè nặng lên ông. Ông thậm chí không thể vẽ bất kì một khung ảnh nào nếu như không tìm đến men rượu.
Vài năm trước, một sự việc vô cùng lạ kì bắt đầu xảy ra với ông. Ông không thể kể chuyện đó với bất cứ người nào. Bí mật đó - chỉ có duy nhất ông và tên Kang Chul nắm rõ. Tệ hơn hết, con gái ông Oh Yeon Joo cũng từ từ dính líu tới hắn. Ông nhận ra rằng ông không thể cho phép Kang Chul có thể thay đổi mọi việc theo hướng hắn muốn. Chính vì thế, ông đã quyết định đặt dấu chấm hết cho W - tự tay kết thúc “đứa con” của mình trước khi để nó hủy hoại cuộc sống của ông.

## Diễn viên

### Diễn viên chính
- Lee Jong-suk vai Kang Chul

Từng là vận động viên huy chương vàng Olympics môn bắn súng, hiện tại là một nhà tài phiệt tự thân trẻ tuổi - về cơ bản là một thiên tài với cái đầu lạnh. Là nhân vật chính sống trong thế giới truyện tranh mang tên "W" mà Oh Sung Moo - bố của Oh Yeon Joo tạo ra.
- Han Hyo-joo vai Oh Yeon Joo
  - Park Min-ha vai Oh Yeon Joo lúc nhỏ
  - Hyun Seung-min vai Oh Yeon-joo thời thiếu niên

Bác sĩ nội trú khoa tim - lồng ngực năm thứ hai, một người hướng ngoại, cởi mở, hào phóng, hành động trước khi suy nghĩ. Là con gái của tác giả truyện tranh nổi tiếng Oh Sung Moo - người đã tạo ra Kang Chul.

### Diễn viên phụ
- Kim Eui Sung vai Oh Sung Moo: Cha của Yeon Joo, tác giả của bộ truyện tranh ‘W’ nổi tiếng khắp Hàn Quốc, là một người tính tình cổ quái.
- Thế giới của Kang Chul:
  - ko [Cha Kwang-soo] vai Son Hyun Suk: Người thầy, người cố vấn của Kang Chul
  - Park Won Sang vai Han Chul Ho: Nghị viên Quốc hội, kẻ thù của Kang Chul
  - Jung Yoo Jin vai Yoon So Hee: Bạn thân, thư ký của Kang Chul, trước đây cũng từng là vận động viên huy chương vàng Olympics và thiên tài khoa học máy tính
  - Lee Tae Hwan vai Seo Do Yoon: Trước đây là một võ sư, hiện tại là vệ sĩ kiêm cánh tay phải đắc lực của Kang Chul, có lúc như một người anh, có lúc như một người bạn luôn bảo vệ, giúp đỡ Kang Chul.
  - Seo Shin Ae vai Em gái Kang chul
- Thế giới của Oh Yeon Joo:
  - ko [Lee Si-eon] vai Park Soo Bong: Học trò của Oh Sung Moo. 
  - ko [Kang Ki-young] vai Kang Suk Bum: Bác sĩ nội trú, đồng nghiệp của Yeon Joo 
  - ko [Heo Jeong-do] vai Park Min Su: Giáo sư, người hướng dẫn của Yeon Joo 
  - ko [Nam Gi-ae] vai Gil Soo-seon: Mẹ của Yeon-joo
  - ko [Lee Se-rang] vai Gil Soo-young: Cô của Yeon-joo
  - ko [Ryu Hye-rin] vai Seon-mi: Học trò của Sung Moo
  - Yang Hye-ji vai Yoon-hee: Học trò của Sung Moo

## Nhạc phim

### Phần 1
| STT              | Nhan đề                                           | Phổ lời          | Phổ nhạc                | Nghệ sĩ          | Thời lượng |
| ---------------- | ------------------------------------------------- | ---------------- | ----------------------- | ---------------- | ---------- |
| 1.               | "Where Are U" (내가 너에게 가던 네가 나에게 오던) | Seo Dong-sung    | Park Sung-il (Copykumo) | Jung Joon-young  | 4:19       |
| 2.               | "Where Are U" (Inst.)                             |                  | Park Sung-il (Copykumo) |                  | 4:19       |
| Tổng thời lượng: | Tổng thời lượng:                                  | Tổng thời lượng: | Tổng thời lượng:        | Tổng thời lượng: | 8:38       |

### Phần 2
| STT              | Nhan đề                                                               | Phổ lời                 | Phổ nhạc         | Nghệ sĩ          | Thời lượng |
| ---------------- | --------------------------------------------------------------------- | ----------------------- | ---------------- | ---------------- | ---------- |
| 1.               | "Please Say Something, Even Though It Is a Lie" (거짓말이라도 해줘요) | Red Socks, Choi Jae-woo | Red Socks        | Park Bo-ram      | 3:33       |
| 2.               | "Please Say Something, Even Though It Is a Lie" (Inst.)               |                         | Red Socks        |                  | 3:33       |
| Tổng thời lượng: | Tổng thời lượng:                                                      | Tổng thời lượng:        | Tổng thời lượng: | Tổng thời lượng: | 7:06       |

### Phần 3
| STT              | Nhan đề                            | Phổ lời                | Phổ nhạc                | Nghệ sĩ          | Thời lượng |
| ---------------- | ---------------------------------- | ---------------------- | ----------------------- | ---------------- | ---------- |
| 1.               | "In the Illusion" (환상 속의 그대) | Leah Min-young, Basick | Park Sung-il (Copykumo) | Basick & Inkii   | 4:09       |
| 2.               | "In the Illusion" (Inst.)          |                        | Park Sung-il (Copykumo) |                  | 4:09       |
| Tổng thời lượng: | Tổng thời lượng:                   | Tổng thời lượng:       | Tổng thời lượng:        | Tổng thời lượng: | 8:18       |

### Phần 4
| STT              | Nhan đề            | Phổ lời          | Phổ nhạc         | Nghệ sĩ          | Thời lượng |
| ---------------- | ------------------ | ---------------- | ---------------- | ---------------- | ---------- |
| 1.               | "Remember" (기억)  | 5ily, Choi Kang  | 5ily             | KCM              | 4:13       |
| 2.               | "Remember" (Inst.) |                  | 5ily             |                  | 4:13       |
| Tổng thời lượng: | Tổng thời lượng:   | Tổng thời lượng: | Tổng thời lượng: | Tổng thời lượng: | 8:26       |

### Phần 5
| STT              | Nhan đề           | Phổ lời              | Phổ nhạc         | Nghệ sĩ                   | Thời lượng |
| ---------------- | ----------------- | -------------------- | ---------------- | ------------------------- | ---------- |
| 1.               | "Falling"         | Han Joon, Benjamin K | Lee Yoo-jin      | Jo Hyun-ah (Urban Zakapa) | 3:21       |
| 2.               | "Falling" (Inst.) |                      | Lee Yoo-jin      |                           | 3:21       |
| Tổng thời lượng: | Tổng thời lượng:  | Tổng thời lượng:     | Tổng thời lượng: | Tổng thời lượng:          | 6:42       |

### Phần 6
| STT              | Nhan đề            | Phổ lời                             | Phổ nhạc                            | Nghệ sĩ              | Thời lượng |
| ---------------- | ------------------ | ----------------------------------- | ----------------------------------- | -------------------- | ---------- |
| 1.               | "My Heart" (내 맘) | Cadence, Seo Jae-ha, Kim Young-sung | Cadence, Seo Jae-ha, Kim Young-sung | Jeon Woo-sung (Noel) | 3:52       |
| 2.               | "My Heart" (Inst.) |                                     | Cadence, Seo Jae-ha, Kim Young-sung |                      | 3:52       |
| Tổng thời lượng: | Tổng thời lượng:   | Tổng thời lượng:                    | Tổng thời lượng:                    | Tổng thời lượng:     | 7:44       |

### Phần 7
| STT              | Nhan đề                 | Phổ lời                   | Phổ nhạc                  | Nghệ sĩ          | Thời lượng |
| ---------------- | ----------------------- | ------------------------- | ------------------------- | ---------------- | ---------- |
| 1.               | "You And I" (그대와 나) | Shoulder Bully (어깨깡패) | Shoulder Bully (어깨깡패) | Ahn Hyun-jeong   | 3:45       |
| 2.               | "You And I" (Inst.)     |                           | Shoulder Bully (어깨깡패) |                  | 3:45       |
| Tổng thời lượng: | Tổng thời lượng:        | Tổng thời lượng:          | Tổng thời lượng:          | Tổng thời lượng: | 7:30       |

### Phần 8
| STT              | Nhan đề                       | Phổ lời              | Phổ nhạc         | Nghệ sĩ          | Thời lượng |
| ---------------- | ----------------------------- | -------------------- | ---------------- | ---------------- | ---------- |
| 1.               | "Draw a Love" (사랑을 그려요) | Han Joon, Benjamin K | Tom & Jerry      | Navi             | 3:59       |
| 2.               | "Draw a Love" (Inst.)         |                      | Tom & Jerry      |                  | 3:59       |
| Tổng thời lượng: | Tổng thời lượng:              | Tổng thời lượng:     | Tổng thời lượng: | Tổng thời lượng: | 7:58       |

### Phần 9
| STT              | Nhan đề                      | Phổ lời          | Phổ nhạc         | Nghệ sĩ                        | Thời lượng |
| ---------------- | ---------------------------- | ---------------- | ---------------- | ------------------------------ | ---------- |
| 1.               | "Without You" (니가 없는 난) | Red Socks        | Red Socks        | N (VIXX) & Yeoeun (Melody Day) | 4:34       |
| 2.               | "Without You" (Inst.)        |                  | Red Socks        |                                | 4:34       |
| Tổng thời lượng: | Tổng thời lượng:             | Tổng thời lượng: | Tổng thời lượng: | Tổng thời lượng:               | 9:08       |

## Tỉ lệ người xem
Trong bảng phía dưới, số màu xanh biểu thị tập có tỉ lệ người xem thấp nhất và số màu đỏ biểu thị tập có tỉ lệ người xem cao nhất.
| Tập        | Ngày phát sóng      | Tựa đề                                                                          | Lượt xem trung bình | Lượt xem trung bình | Lượt xem trung bình | Lượt xem trung bình |
| Tập        | Ngày phát sóng      | Tựa đề                                                                          | TNmS Ratings        | TNmS Ratings        | AGB Nielsen         | AGB Nielsen         |
| Tập        | Ngày phát sóng      | Tựa đề                                                                          | Toàn quốc           | Vùng thủ đô Seoul   | Toàn quốc           | Vùng thủ đô Seoul   |
| ---------- | ------------------- | ------------------------------------------------------------------------------- | ------------------- | ------------------- | ------------------- | ------------------- |
| 1          | 20 tháng 7 năm 2016 | Thầy đã mất tích                                                                | 9.9%                | 11.3%               | 8.6%                | 10.4%               |
| 2          | 21 tháng 7 năm 2016 | Tôi đã tìm đúng chìa khóa cuộc đời                                              | 10.1%               | 11.5%               | 9.5%                | 10.7%               |
| 3          | 27 tháng 7 năm 2016 | Tôi là người có thể làm được chuyện đó                                          | 11.6%               | 13.7%               | 12.9%               | 15%                 |
| 4          | 28 tháng 7 năm 2016 | Rốt cuộc cô đang sống ở thế giới nào?                                           | 13.4%               | 14.7%               | 12.9%               | 14.3%               |
| 5          | 03 tháng 8 năm 2016 | Tôi đã đến thế giới của Oh Yeon Joo                                             | 15.1%               | 17.8%               | 13.5%               | 14.3%               |
| 6          | 04 tháng 8 năm 2016 | Làm ơn, hãy cứu Kang Chul! Cứu anh ấy!                                          | 14.2%               | 15.9%               | 12.2%               | 12.2%               |
| 7          | 10 tháng 8 năm 2016 | Anh sợ không thể gặp em nữa!                                                    | 15.2%               | 17.3%               | 13.8%               | 14.7%               |
| 8          | 17 tháng 8 năm 2016 | Oh Yeon Joo, từ bây giờ hãy quên tôi đi                                         | 13.5%               | 15%                 | 12.2%               | 13.3%               |
| 9          | 18 tháng 8 năm 2016 | Hung thủ thật sự mà Kang Cheol có thể chấp nhận chỉ có hắn mà thôi!             | 12.7%               | 14.7%               | 11.3%               | 12.5%               |
| 10         | 24 tháng 8 năm 2016 | Bây giờ... chú nghi ngờ cháu sao...?                                            | 13.9%               | 15.3%               | 12.3%               | 13.7%               |
| 11         | 25 tháng 8 năm 2016 | Giám đốc Kang vẫn đang tìm Oh Yeon Joo                                          | 14.6%               | 15.8%               | 12.2%               | 12.8%               |
| 12         | 31 tháng 8 năm 2016 | Từ bây giờ tôi sẽ tự triệu hồi chính mình                                       | 13.3%               | 15.1%               | 11.1%               | 12%                 |
| 13         | 01 tháng 9 năm 2016 | Hồi kết thật của Hai Thế giới chính thức bắt đầu                                | 12.9%               | 15%                 | 11.9%               | 13.2%               |
| 14         | 07 tháng 9 năm 2016 | Không bao lâu trước, em ấy đã chết rồi...                                       | 13.1%               | 15.3%               | 10.9%               | 11.8%               |
| 15         | 08 tháng 9 năm 2016 | Bây giờ Kang Cheol cần đưa ra quyết định, kết thúc cần được tạo như thế nào đây | 11.8%               | 14.1%               | 11.4%               | 12.3%               |
| 16         | 14 tháng 9 năm 2016 | Anh yêu em                                                                      | 10.6%               | 10.9%               | 9.3%                | 9.8%                |
| Trung bình | Trung bình          | Trung bình                                                                      | 12.9%               | 14.6%               | 11.6%               | 12.7%               |

## Giải thưởng và đề cử
| Năm  | Giải thưởng            | Hạng mục                                      | Đề cử                       | Kết quả   |
| ---- | ---------------------- | --------------------------------------------- | --------------------------- | --------- |
| 2016 | 5th APAN Star Awards   | Top Excellence Award, Actor in a Miniseries   | Lee Jong-suk                | Đề cử     |
| 2016 | 5th APAN Star Awards   | Top Excellence Award, Actress in a Miniseries | Han Hyo-joo                 | Đoạt giải |
| 2016 | 5th APAN Star Awards   | Best Supporting Actor                         | Kim Eui-sung                | Đoạt giải |
| 2016 | 5th APAN Star Awards   | Best Couple Award                             | Lee Jong-suk và Han Hyo-joo | Đoạt giải |
| 2016 | 1st Asia Artist Awards | Best Artist Award, Actor                      | Lee Jong-suk                | Đề cử     |
| 2016 | 1st Asia Artist Awards | Best Artist Award, Actress                    | Han Hyo-joo                 | Đề cử     |